# Steven Lustü
Steven Lustü (ur. 13 kwietnia 1971 w Vordingborgu) – duński piłkarz, grający na pozycji stopera.

## Kariera
Rozpoczynał swoją karierę w Næstved BK, z którego przeszedł do Herfølge BK. Z Herfølge w 2000 roku wywalczył mistrzostwo Danii. Po tym udanym sezonie silny defensor odszedł do Akademisk Boldklub. Został powołany do kadry Danii na Mundial w Korei i Japonii, na imprezie nie zagrał jednak ani jednej minuty. W 2002 przeniósł się do Norwegii, do Lyn Fotball. Został podstawowym graczem składu stołecznego klubu i cieszył się wielką popularnością wśród kibiców, ze względu na jego waleczność i nieustępliwość. W wieku 35 lat powrócił do ojczyzny, aby grać w Silkeborg IF - karierę zakończył dwa sezony później. W kadrze zaliczył dziewięć występów.